# Pinza de Adson

Pinza de Adson.

La pinza de Adson es una pinza quirúrgica utilizada para realizar disecciones de tejido, o en cirugía estética.
Se caracteriza por tener una zona por donde se la toma ancha y una zona finamente aserrada (el extremo de la pinza que toma el tejido), muy pequeño (mide unos pocos mm) permite tomar porciones muy pequeñas sin dañarlas. 
Mide de 12 a 15 cm de largo. Algunas tienen garras, pero pueden ser traumáticas para agarrar los tejidos, por lo que solo se usan en aquellos tejidos que son menos frágiles.
El diseño anatómico de la pinza permite agarrar atraumáticamente el tejido sensible. Su ajuste fino permite una acción de resorte suave y resistente y un agarre firme. Las ranuras de la superficie aumentan aún más el poder de agarre. Esto le da al cirujano un control total mientras causa el menor daño posible al tejido.
Fue inventada por Alfred Washington Adson.